# Hans Schwarzentruber
Hans Schwarzentruber (25 marzo 1929 – 23 novembre 1982) è stato un ginnasta svizzero.

## Palmarès

### Olimpiadi
- 1 medaglia:
  - 1 argento (Helsinki 1952 a squadre)